# Mauricio Restrepo
Andrés Mauricio Restrepo Gómez (Medellín, Antioquia, Colombia; 7 de mayo de 1981) es un exfutbolista colombiano. Jugaba de centrocampista y se retiró en Águilas Doradas de Colombia.

## Clubes
| Club              | País      | Año         |
| ----------------- | --------- | ----------- |
| Atlético Nacional | Colombia  | 2000 - 2004 |
| Real Cartagena    | Colombia  | 2004        |
| Colón             | Argentina | 2005        |
| La Equidad        | Colombia  | 2005 - 2006 |
| Deportivo Quevedo | Ecuador   | 2007        |
| Leones            | Colombia  | 2007 - 2008 |
| Águilas Doradas   | Colombia  | 2009 - 2013 |
| Patriotas Boyacá  | Colombia  | 2013        |
| Leones            | Colombia  | 2014        |
| La Equidad        | Colombia  | 2015 - 2017 |
| Once Caldas       | Colombia  | 2018 - 2019 |
| Águilas Doradas   | Colombia  | 2019 - 2020 |

## Palmarés

### Torneo Nacionales
| Título    | Club            | País     | Año  |
| --------- | --------------- | -------- | ---- |
| Primera B | Real Cartagena  | Colombia | 2004 |
| Primera B | La Equidad      | Colombia | 2006 |
| Primera B | Águilas Doradas | Colombia | 2010 |

### Torneo Internacionales
| Título          | Club              | País     | Año  |
| --------------- | ----------------- | -------- | ---- |
| Copa Merconorte | Atlético Nacional | Colombia | 2000 |